# Ribeira Nova (Santa Luzia)

A Ribeira Nova é um curso de água português, localizado na freguesia açoriana do Santa Luzia, concelho de São Roque do Pico, ilha do Pico, arquipélago dos Açores.
Tem a sua origem a cerca de 1500 metros de altitude em plena montanha do Pico. O seu percurso, um dos mais extensos de todas as ribeiras do Pico, passa junto ao sopé da elevação da Ossada, atravessa zonas de forte povoamento florestal onde existe uma abundante floresta endémica típica da Laurissilva característica da Macaronésia. Desagua no Oceano Atlântico próxima da Ponta Negra, no local denominado Pé da Ribeira, freguesia de Santa Luzia